# Unveiling the Wicked
Unveiling the Wicked — четвёртый студийный альбом спид-металлической канадской группы Exciter, вышедший на лейбле Music for Nations в 1986 году. Альбом был переиздан на Megaforce Records в 2005 году.

## Список композиций
Все песни написаны Дэном Бихлером, Брайаном Макфи и Аланом Джонсоном.
1. «Break Down the Walls» — 6:39
2. «Brainstorm» — 1:32
3. «Die in the Night» — 4:12
4. «(I Hate) School Rules» — 3:57
5. «Shout It Out» — 4:40
6. «Invasion / Waiting in the Dark» — 5:41
7. «Living Evil» — 6:59
8. «Live Fast, Die Young» — 3:54
9. «Mission Destroy» — 5:55

## Участники записи
- Дэн Бихлер (Dan Beehler) — ударные, вокал
- Брайан Макфи (Brian McPhee) — гитара, бэк-вокал
- Алан Джонсон (Allan Johnson) — бас-гитара, бэк-вокал

### Технический персонал
- Guy Bidmead — продюсер, звукорежиссёр
- Graham Meek — помощник звукорежиссёра